# Три жениха
«Три жениха» (груз. სამი სასიძო) — советская короткометражная кинокомедия 1978 года киностудии «Грузия-фильм». Восьмая новелла из цикла короткометражных фильмов о весёлых приключениях трёх дорожных мастеров.

## Сюжет
Кахи и Баадур работают вдвоём и вспоминают, как они ловили бабочек. Проходящая мимо старушка вручает им письмо от Берика, который прислал им фотографии женщин и письмо, где он сообщает о том, что решил жениться на одной из дочерей пасечника из дальнего посёлка и что у неё есть ещё две незамужние сестры. Тоже решив построить свою семейную жизнь, друзья покупают по улью с пчёлами и пускаются в путь на электричке. В поезде у одного из ульев открывается задвижка, пчёлы разлетаются по вагону и устраивают переполох. Рассерженный проводник высаживает Баадура и Кахи вместе с ульями из электрички. Сойдя с поезда, Кахи отправляется в близлежащее село и крадет чулки, которые он и Баадур надевают на лица, чтобы их не покусали пчёлы. В лесу они наталкиваются на охотников, которые принимают их за бандитов и начинают стрелять по ним. С трудом добравшись до высокогорного села, они встречают плачущего Берика, который сообщает, что пока Кахи и Баадур шли к нему, дочери пасечника уже успели выйти замуж за других. Идя обратно, друзья видят проезжающие мимо машины, где сидят дочери пасечника и их мужья.

## В ролях
- Кахи Кавсадзе
- Баадур Цуладзе
- Гиви Берикашвили
- Абессалом Лория

В фильме был снят электропоезд ЭР2-1060, который на 2010 год ещё работал в Грузии.